# We the Best
We the Best è il secondo album discografico in studio del rapper statunitense DJ Khaled, pubblicato nel 2007.

## Tracce
1. Intro (We the Best) (featuring Rick Ross) – 1:57
2. The Movement (skit) (featuring K. Foxx) – 0:22
3. We Takin' Over (featuring T.I., Akon, Rick Ross, Fat Joe, Birdman & Lil Wayne) – 4:24
4. Brown Paper Bag (featuring Young Jeezy, Dre, Juelz Santana, Rick Ross, Lil Wayne & Fat Joe) – 4:57
5. I'm So Hood (featuring T-Pain, Trick Daddy, Rick Ross & Plies) – 4:15
6. Before the Solution (featuring Beanie Sigel & Pooh Bear) – 4:29
7. I'm From the Ghetto (featuring Dre, The Game, Jadakiss & Trick Daddy) – 5:06
8. Hit 'Em Up (featuring Bun B & Paul Wall) – 3:20
9. S on My Chest (featuring Lil Wayne & Birdman) – 4:10
10. Bitch I'm From Dade County (featuring Trick Daddy, Trina, Rick Ross, Brisco, Flo Rida, C-Ride & Dre) – 5:48
11. The Originators (featuring Bone Thugs-n-Harmony) – 6:18
12. New York is Back (featuring Jadakiss, Fat Joe & Ja Rule) – 5:54

## Singoli
- We Takin' Over (1 aprile 2007)
- I'm So Hood (11 settembre 2007)

## Classifiche
| Classifica (2008)           | Posizione raggiunta |
| --------------------------- | ------------------- |
| Stati Uniti (Billboard 200) | 8                   |